# 鎗田清太郎
鎗田 清太郎（やりた せいたろう、1924年7月29日 - 2015年8月31日）は、日本の詩人、編集者。

## 人物
東京生まれ。1949年國學院大學文学部哲学科卒。角川書店に勤務、1957年に編集部次長で退社、知性社出版部長、表現社出版部長、新人物往来社編集局長。1995年日本現代詩人会会長。詩誌『火牛』代表。2002年『思い川の歌』で丸山薫賞受賞。

## 著書
- 『象と螢 詩集』火水社 1972
- 『石川の貝 詩集』荒地出版社 1984
- 『幻泳 鎗田清太郎詩集』牽牛書舎 1990
- 『鎗田清太郎詩集』土曜美術社出版販売 日本現代詩文庫 1994
- 『角川源義の時代 角川書店をいかにして興したか』角川書店 1995。創業50周年出版
- 『探詩縹渺』土曜美術社出版販売 詩論・エッセー文庫 1998
- 『思い川の馬 鎗田清太郎詩集』書肆青樹社 2001